# Steve Reich
Stephen Michael Reich (/ˈraɪʃ/; sinh ngày 3 tháng 10 năm 1936) là một nhà soạn nhạc người Mỹ; ông, cũng như La Monte Young, Terry Riley, và Philip Glass, đã tiên phong cho âm nhạc tối giản vào thập niên 1960.
Phong cách soạn nhạc của Reich đã ảnh hưởng nhiều nhà soạn nhạc và ban nhạc khác. Những soạn phẩm của ông còn truyền cảm hứng cho âm nhạc đương đại, đặc biệt tại Mỹ.

## Tác phẩm

### Âm nhạc
- Soundtrack for Plastic Haircut (1963)
- Music for two or more pianos (1964)
- Livelihood (1964)
- It's Gonna Rain (1965)
- Soundtrack for Oh Dem Watermelons (1965)
- Come Out (1966)
- Melodica (1966)
- Reed Phase (1966)
- Piano Phase (1967)
- Slow Motion Sound concept piece (1967)
- Violin Phase (1967)
- My Name Iss (1967)
- Pendulum Music (1968) (cải biên năm 1973)[5]

- Four Organs (1970)
- Phase Patterns (1970)
- Drumming (1970/1971)
- Clapping Music(1972)
- Music for Pieces of Wood (1973)
- Six Pianos (1973) – transcribed as Six Marimbas (1986)
- Music for Mallet Instruments, Voices and Organ (1973)
- Music for 18 Musicians (1974–76)
- Music for a Large Ensemble (1978)
- Octet (1979)
- Variations for Winds, Strings and Keyboards (1979)
- Tehillim (1981)
- Vermont Counterpoint (1982)
- The Desert Music (1983)
- Sextet (1984)
- New York Counterpoint (1985)
- Three Movements (1986)
- Electric Counterpoint (1987)
- The Four Sections (1987)
- Different Trains (1988)
- The Cave (1993)
- Nagoya Marimbas(1994)
- City Life (1995)
- Proverb (1995)
- Triple Quartet (1998)
- Know What Is Above You (1999)
- Three Tales (1998–2002)
- Dance Patterns (2002)
- Cello Counterpoint (2003)
- You Are (Variations)(2004)
- For Strings (with Winds and Brass) (1987/2004)
- Variations for Vibes, Pianos, and Strings (2005)
- Daniel Variations (2006)
- Double Sextet (2007)
- 2×5 (2008)
- Mallet Quartet (2009)
- WTC 9/11 (2010)
- Finishing the Hat (2011)
- Radio Rewrite (2012)
- Quartet (2013)